# Hermann Jacubowsky
Hermann Julius August Jacubowsky (* 30. Dezember 1821 in Berlin; † 14. Oktober 1904 in Hamburg) war Generaldirektor der Hamburgischen Staatslotterie.

## Leben
Von 1867 bis 1869 gehörte Hermann Jacubowsky der Hamburgischen Bürgerschaft an. Er war von 1868 bis 1870 Mitglied des Obergerichtes. Zeitweise wirkte er auch als Handelsrichter.
Hermann Jacubowsky war Begründer der Fraktion Linkes Zentrum der Hamburgischen Bürgerschaft.
Hermann Jacubowsky leitet die Hamburgische Staatslotterie bis zum Jahre 1904 (siehe „350 Jahre Staatslotterie“ 1612 bis 1962, Herausgeber: Nordwestdeutsche Klassenlotterie, Lotterie-Direktion Hamburg).

## Schriften
- Die Hamburgische Stadt-Lotterie. Hamburg 1891

## Quelle
Mitgliederverzeichnis der Hamburgischen Bürgerschaft 1859 bis 1959 – Kurzbiographien. Zusammengestellt und bearbeitet von Franz Th. Mönckeberg. Gebundenes Schreibmaschinenmanuskript;
| Personendaten    | Personendaten                     |
| ---------------- | --------------------------------- |
| NAME             | Jacubowsky, Hermann               |
| ALTERNATIVNAMEN  | Jacubowsky, Hermann Julius August |
| KURZBESCHREIBUNG | Hamburger Lotteriedirektor, MdBü  |
| GEBURTSDATUM     | 30. Dezember 1821                 |
| GEBURTSORT       | Hamburg                           |
| STERBEDATUM      | 14. Oktober 1904                  |
| STERBEORT        | Berlin                            |